# Ordinul ionic

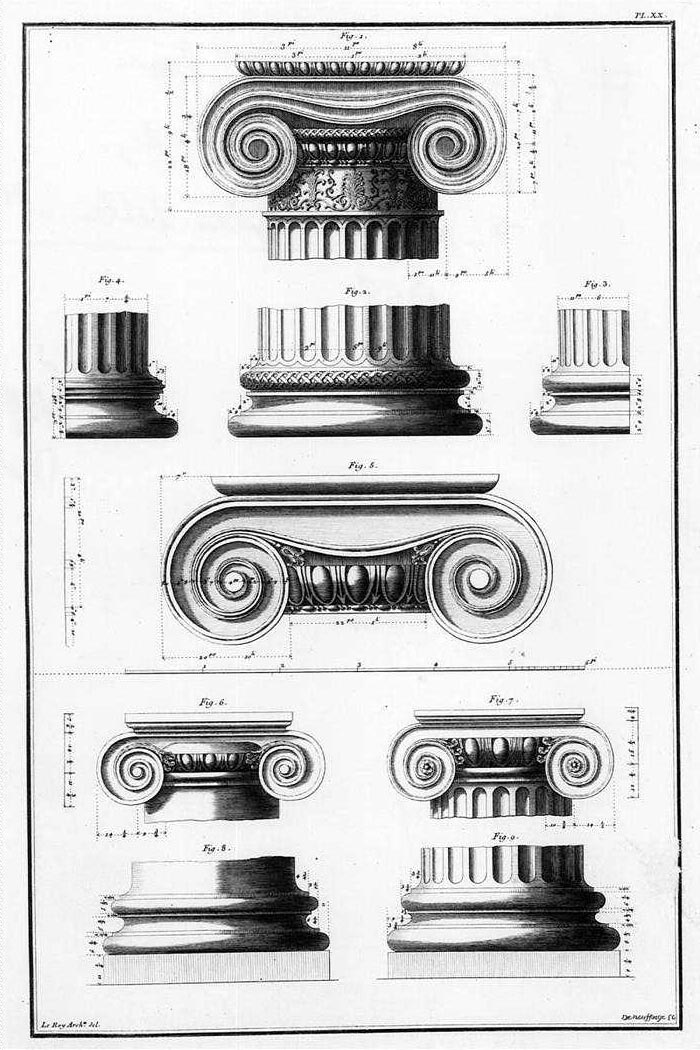
Ilustrații care prezintă ordinul ionic din Les ruines plus beaux des monuments de la Grèce, de Julien-David Le Roy, publicat la Paris, 1758 (planșa XX)

Ordinul ionic e unul dintre cele trei ordine canonice ale arhitecturii clasice, celelalte două fiind doricul și corinticul. Există două ordine mai puțin cunoscute: toscanul (un doric mai simplificat) și varianta mai bogată a corinticului, cunoscută ca ordinul compozit. Dintre cele trei ordine canonice clasice, ordinul ionic are cele mai înguste coloane.
Capitelul ionic e caracterizat de folosirea volutelor. Coloanele ionice stau în mod normal pe o bază care separă fusul coloanei de stilobat sau platformă, în timp ce capitelul e decorat cu ove.
Arhitectul și istoricul antic în arhitectură Vitruvius asociază ordinul ionic cu proporțiile feminine (doricul reprezentându-le pe cele masculine).

## Descriere

Componentele ordinului ionic: 1 – antablamentul, 2 – coloana, 3 – frontonul, 4 – friza, 5 – arhitrava sau epistilul, 6 – capitelul (compus din abacă, volute și ove), 7 – fusul, 8 – baza, 9 – stilobatul, 10 – krepisul

### Capitelul

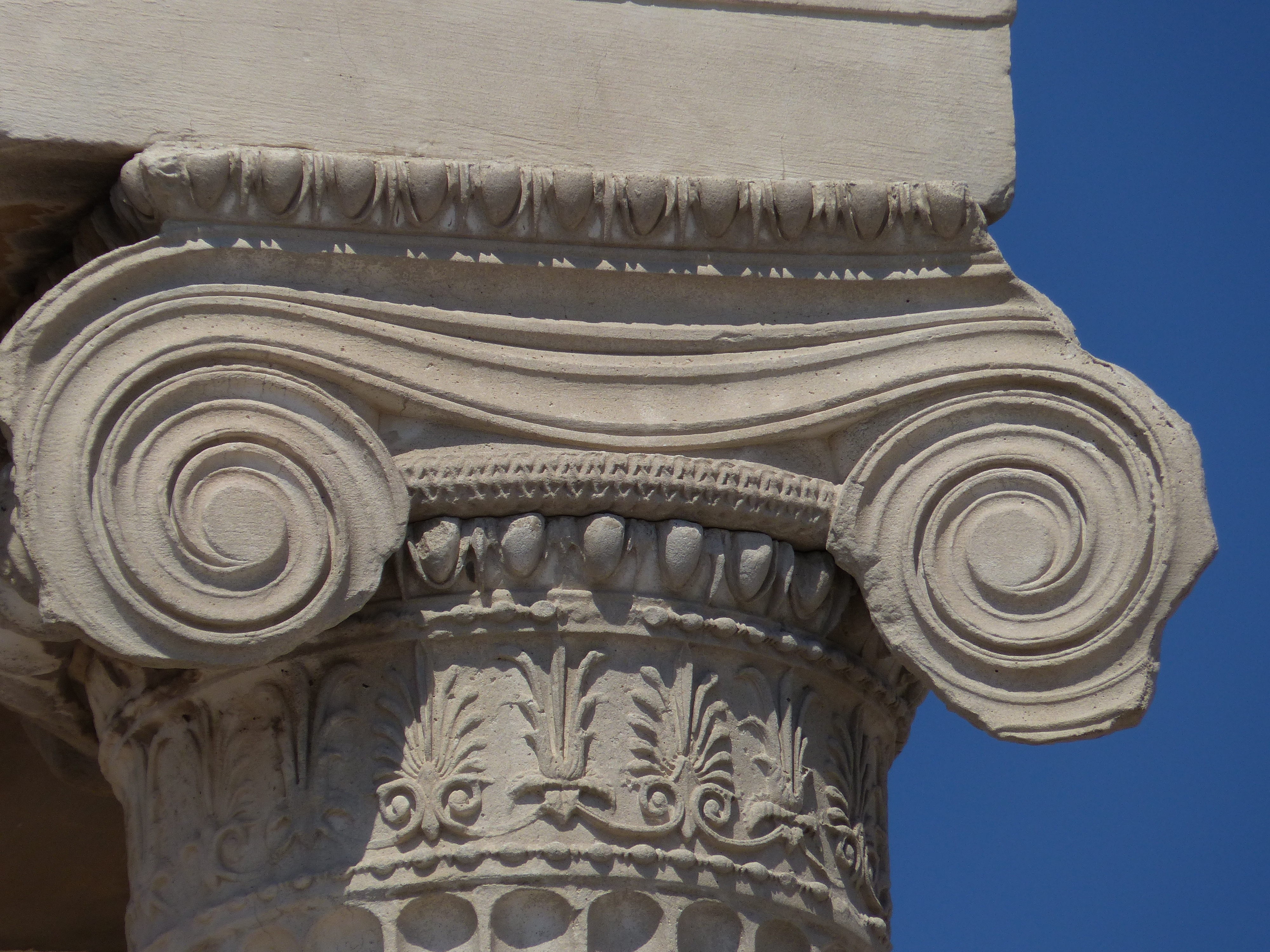
Capitel Ionic de la Erehteionul din Atena, secolul al V-lea î.Hr.

Principalele caracteristici ale ordinului ionic sunt volutele capitalelui său, care au fost subiectul unor dezbateri mult teoretice și practice, bazate pe un pasaj scurt și obscur al lui Vitruvius. Singurele instrumente necesare pentru proiectarea acestor caracteristici au fost o linie dreaptă, un unghi drept, șir (pentru stabilirea jumătăți de lungime) și o busolă. Sub volute, coloana ionică poate să aibă un guler larg sau o bandă care separă capitelul de fusul canelat (cum ar fi, de exemplu, la conacul neoclasic Castelul Coole), sau un feston de fructe și flori poate să se balanseze de „gâtul” format de volute.
Inițial, volutele se așază într-un singur plan (ilustrația din dreapta); apoi s-a văzut că pot să fie înclinate în colțuri. Caracteristica asta a ordinului ionic l-a făcut mai frumos decât ordinul doric pentru ochii critici din secolul al IV-lea î.Hr.: înclinarea volutelor pe coloanele de colț a asigurat că se „citesc” în mod egal atunci când sunt văzute atât de pe fațada principală cât și pe cea laterală. Cu toate astea, unii artiști clasici au considerat lucrul ăsta ca fiind nesatisfăcător, considerând că amplasarea coloanelor ionice în colțurile construcțiilor a necesitat o denaturare în detrimentul logicii structurale a capitelului; ordinul corintic ar rezolva acest lucru citindu-se la fel de bine din toate unghiurile. Arhitectul și teoreticianul renascentist din secolul al XVI-lea, Vincenzo Scamozzi, a proiectat o versiune a unui capitel ionic atât de perfect pe patru fețe încât a devenit standard; când în cele din urmă a fost reintrodus ordinul ionic grecesc în arhitectura neogreacă din secolul al XVIII-lea, a transmis un aer de prospețime arhaică și vitalitate primitivă.

### Coloanele și antablamentul
Coloana ionică este întotdeauna mai zveltă decât cea dorică; deci, are mereu o bază: Coloanele ionice au înălțimea de opt sau nouă diametre de coloană.
Coloanele ionice sunt cel mai adesea canelate. După o mică experimentare timpurie, numărul de caneluri ale fusului s-a stabilit la 24. Standardizarea asta a menținut canelarea într-o proporție familiară cu diametrul coloanei la orice scară, chiar și când înălțimea coloanei e exagerată. Canelarea romană lasă un pic din suprafața coloanei între fiecare gol.
În unele cazuri, canelarea a fost omisă. Arhitectul englez Inigo Jones a introdus o notă de sobrietate cu coloane ionice simple pe Casa sa de Banchete din Whitehall, în Londra, iar când arhitectul Beaux-Arts, John Russell Pope, a vrut să transmită stamina bărbătească, combinată cu intelectul lui Theodore Roosevelt, a lăsat coloanele ionice colosale necanelate pe monumentul Roosevelt din Muzeul American de Istorie Naturală din New York, pentru o impresie neobișnuită de forță și statură.
Antablamentul care se sprijină pe coloane are trei părți: o arhitravă simplă împărțită în două benzi sau, în general, trei, cu o friză care se sprijină pe ea, care poate să fie decorată bogat cu sculpturi și o cornișă. Sculpturile din friză sunt basoreliefuri narative, și de obicei narativismul lor e o caracteristică a ordinului ionic, în zona în care ordinul doric este articulat cu trigife. Practica romană și cea renascentistă au condensat înălțimea antablamentului prin reducerea proporțiilor arhitravei, ceea ce a făcut friza mai proeminentă.

### Anta
Capitelul de antă ionică este versiunea ionică a capitalului de antă, porțiunea încununată a unei ante, care e marginea frontală a unui zid de sprijin în arhitectura templului grecesc. Anta este în general încununată de un bloc de piatră conceput pentru răspândirea încărcăturii din suprastructura (antablamentul) pe care o susține, numită „capitel de antă” atunci când este structural sau, uneori, „capitel de pilastru”, dacă este decorativ, așa cum e des în perioada romană.

## Istoria folosirii

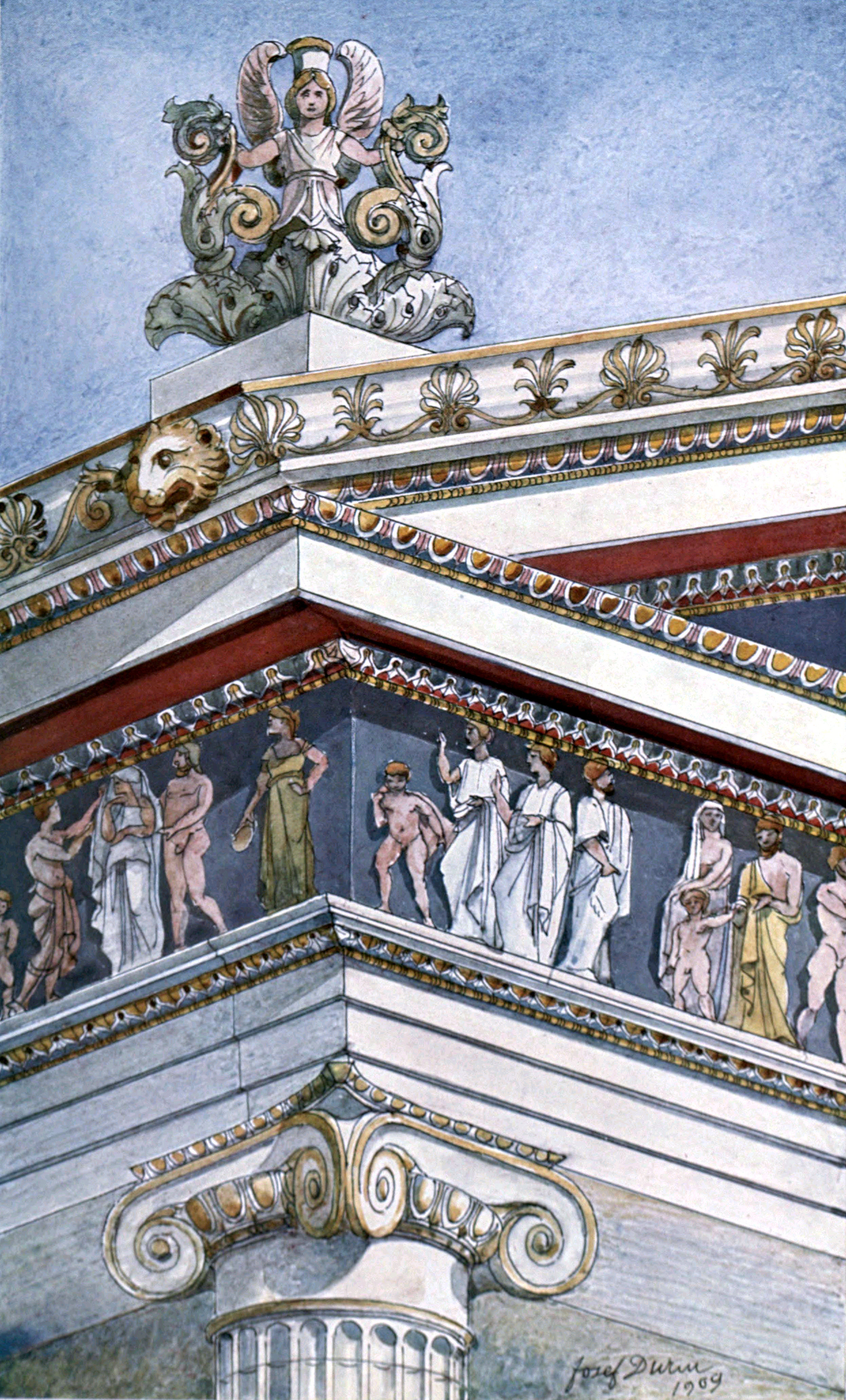
Policromia originală a unui templu ionic

Ordinul ionic își are originea la mijlocul secolului al VI-lea î.Hr., în Ionia (echivalentă în general cu provincia modernă İzmir), precum și pe coasta de sud-vest și în insulele din Asia Mică, așezate de ionieni, unde se vorbea greaca ionică. Coloana ionică a fost folosită în Grecia continentală în secolul al V-lea î.Hr. Ordinul a fost cel mai popular în Perioada Arhaică (750-180 î.e.n.) în Ionia. Primul dintre marile temple ionice a fost Templul Herei din Samos, construit în jurul anilor 570–560 î.Hr. de arhitectul Rhoikos. A stat doar cu un deceniu înainte de a fi nivelat de un cutremur. Un templu ionic din secolul al VI-lea, care a supraviețuit mai mult timp, a fost Templul lui Artemis la Efes, una dintre cele șapte minuni ale lumii antice. Partenonul, deși se conformează în principal ordinului doric, are și unele elemente ionice. Un mod mai pur ionic care poate să fie văzut în Acropola ateniană este exemplificat la Erehteion.
În urma cuceririlor lui Alexandru cel Mare în est, câteva exemple ale ordinului ionic pot să fie găsite până în Pakistan cu templul Jandial din apropiere de Taxila. Câteva exemple de capiteluri care prezintă influențe ionice pot să fie văzute atât de departe precum în Patna (India), în special cu Capitelul Pataliputra, datat din secolul al III-lea î.Hr., și aparent derivat din proiectarea capitalului unei ante ionice, sau capitelul Sarnath, care a fost descris ca fiind „perso-ionic”, sau „cvasionic”.
Vitruvius, arhitect practicant care a lucrat pe vremea lui Augustus, relatează că coloana dorică și-a avut baza inițială în proporțiile corpului masculin, în timp ce coloanele ionice au preluat o „subțietate” inspirată de corpul feminin. Chiar dacă nu își numește sursa pentru o abordare atât de conștientă și „literară”, trebuie să fie în tradițiile transmise de la arhitecții elenistici, cum ar fi Hermogenes din Priene, arhitectul unui renumit templu al lui Artemis din Magnesia în Lidia (acum Turcia).
Teoreticienii arhitecturali renascentisti i-au luat ideile sale interpretând ordinul ionic ca fiind demn in comparatie cu cel doric, chiar dacă nu la fel de feminin ca ordinul corintic. Ionicul e un ordin specific pentru bibliotecile și curțile de justiție postrenascentiste.
Începând cu secolul al XVII-lea, o versiune foarte admirată și copiată a ionicului a fost cea care poate să fie văzută la Templul lui Portunus din Roma, prezentată în mod clar într-o gravură detaliată a lui Antoine Desgodetz, din Les edifices antiques de Rome (Paris 1682).

## Galerie

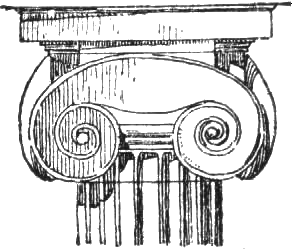
Un capitel ionic grecesc arhaic, din Nordisk familjebok, 1910
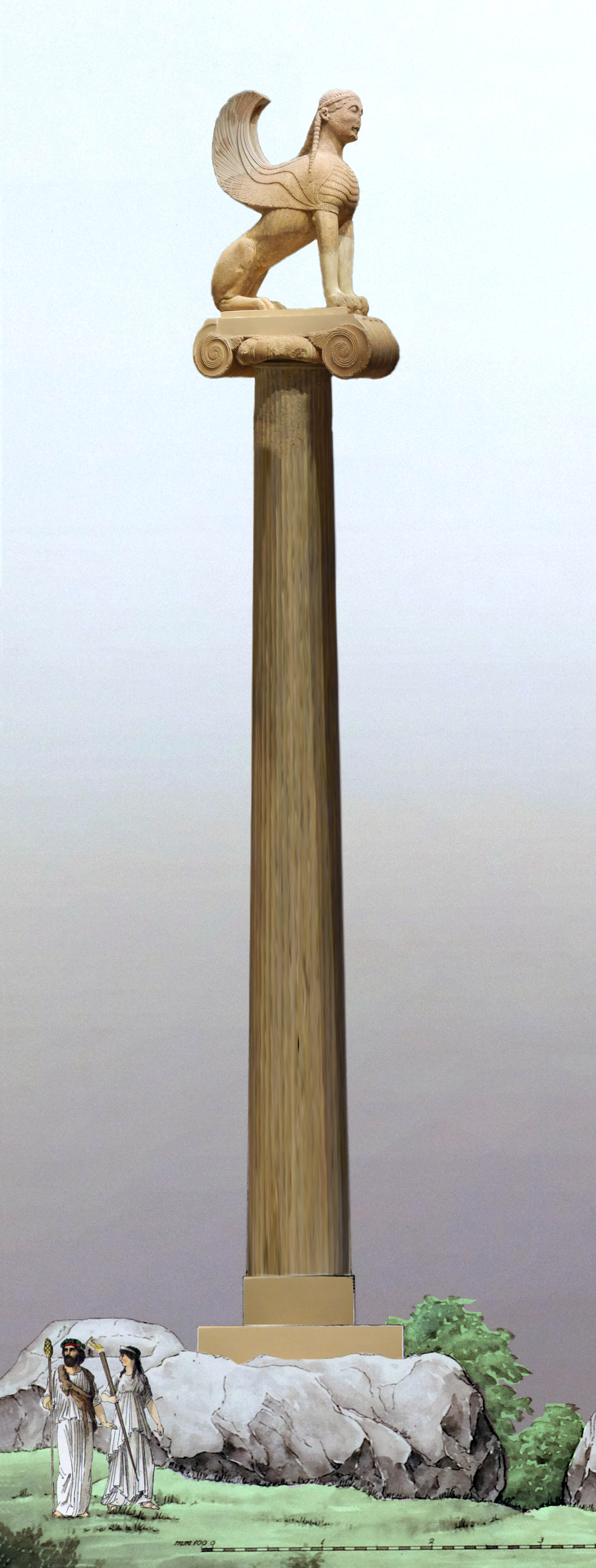
Sphinxul naxienilor pe coloana sa ionică, 560 î.Hr.
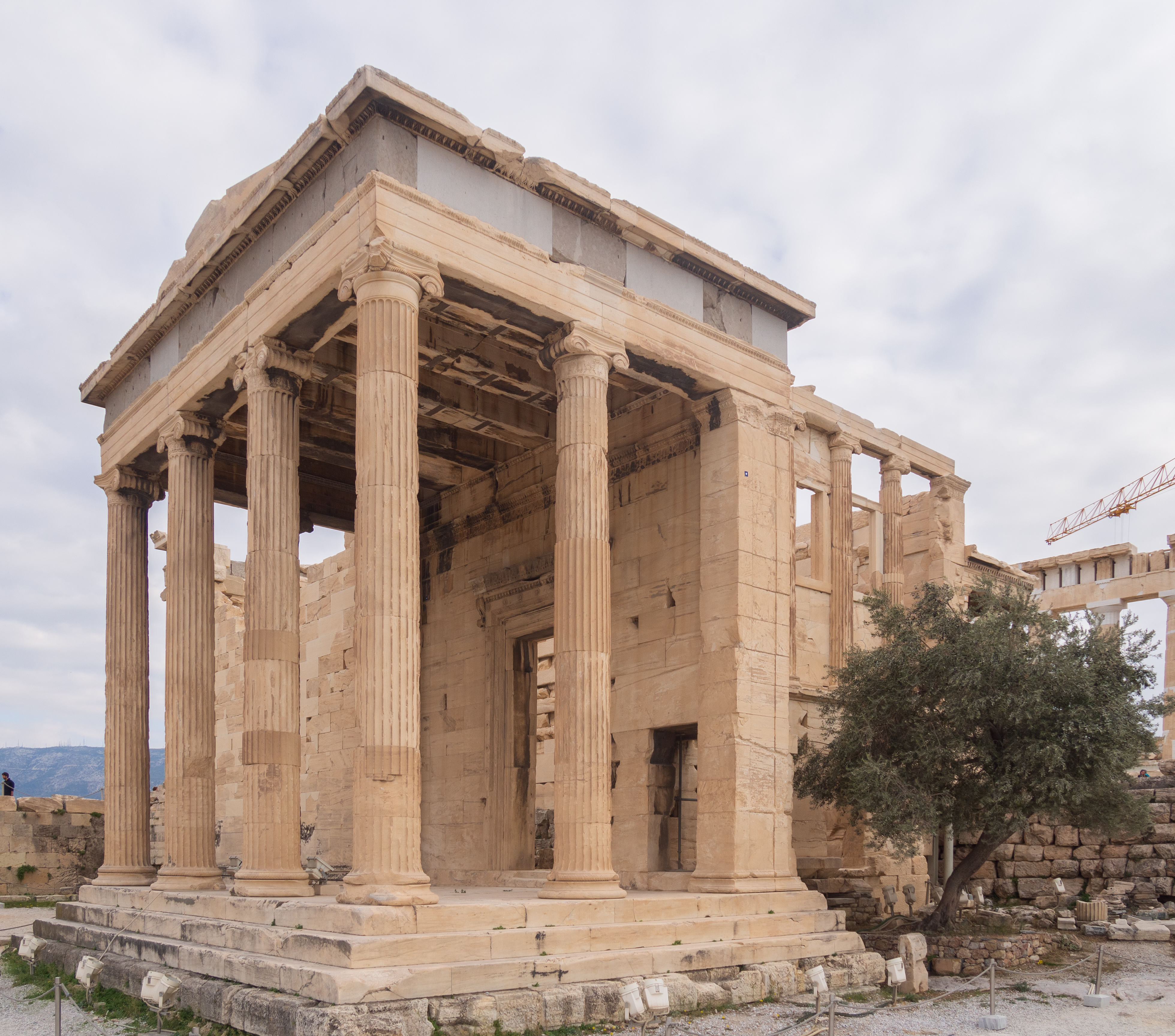
Porticul de Nord al Erehteionului, un templu grec antic din Acropola din Atena
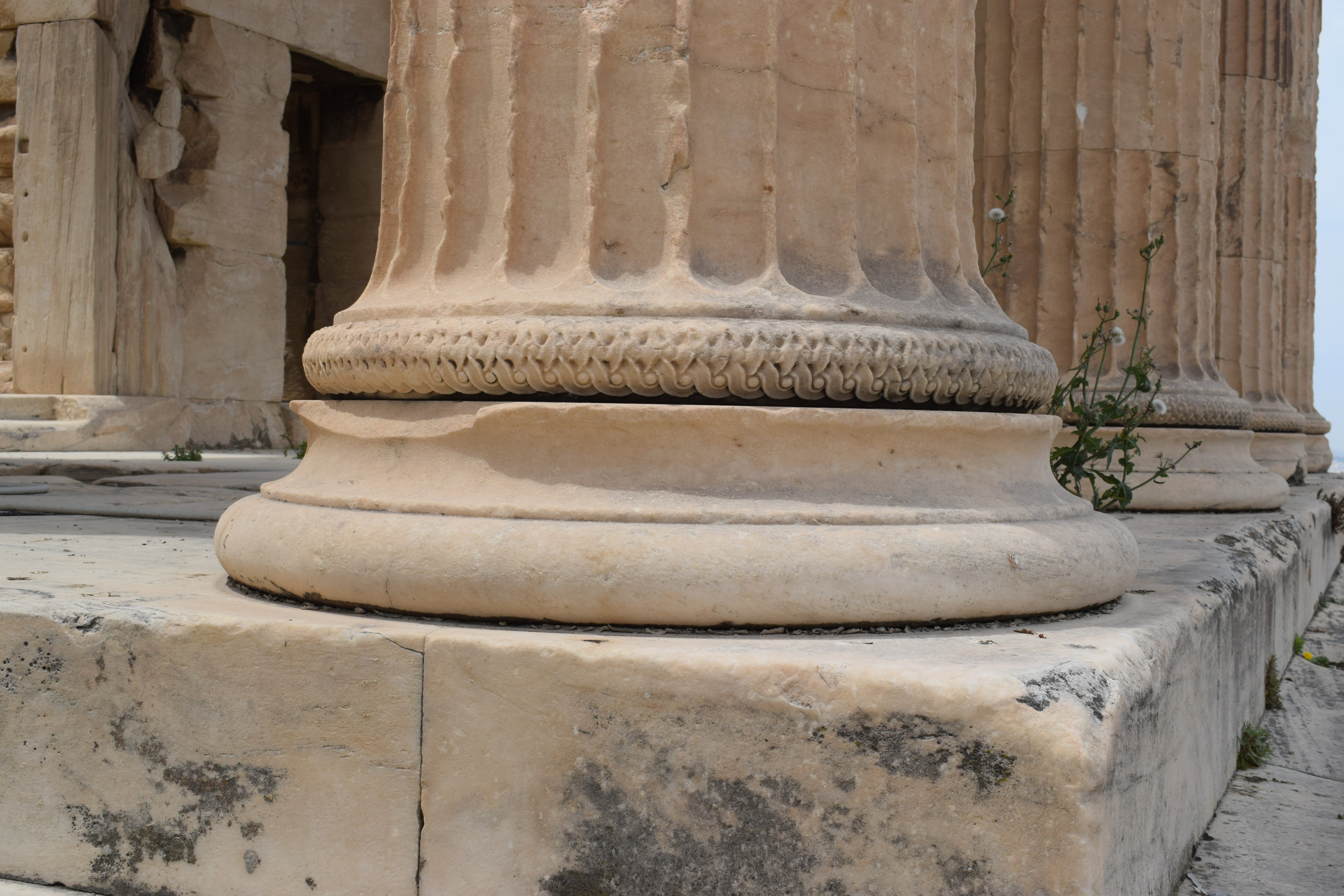
Baza unei coloane ionice a Porticului de Nord al Erehteionului
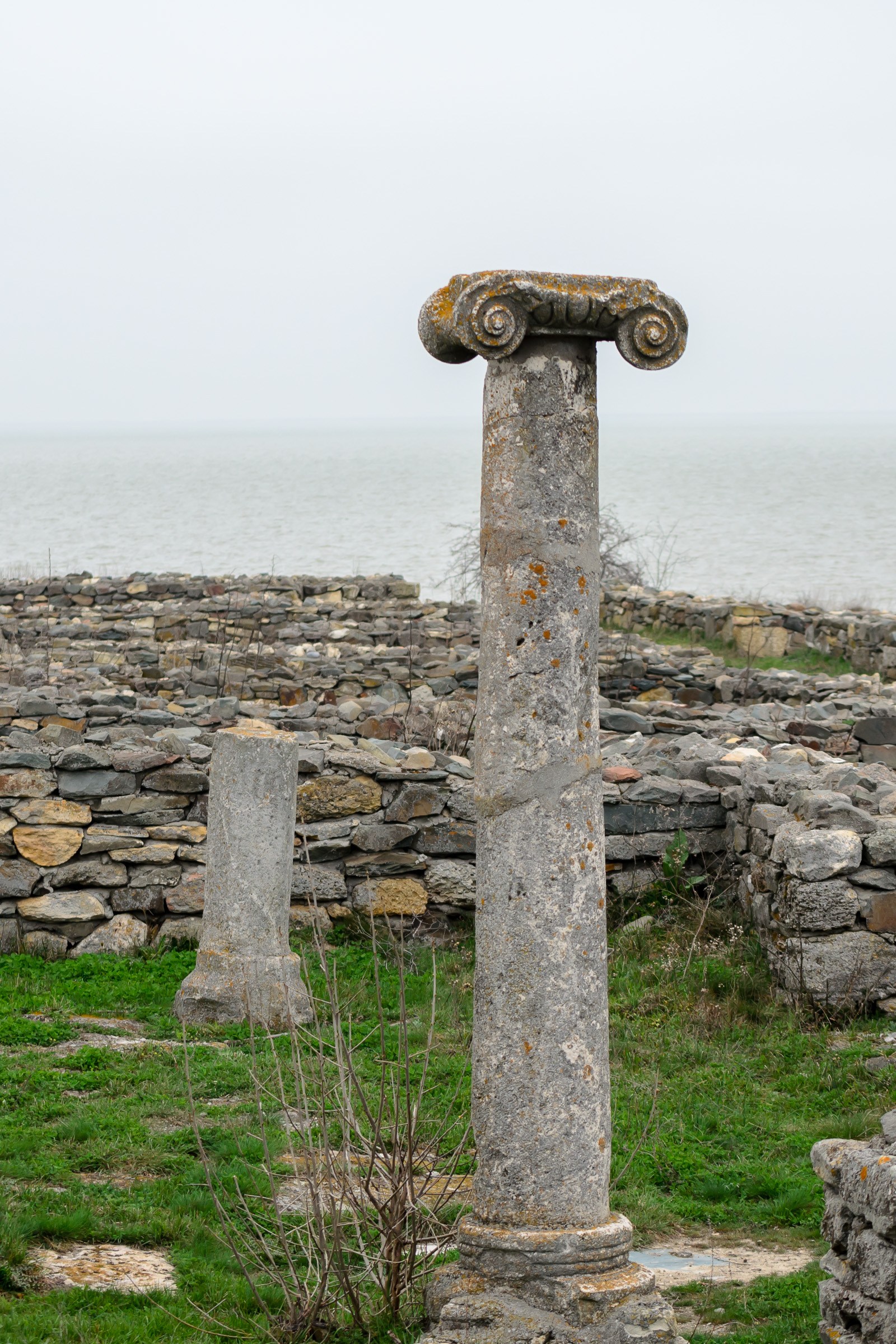
Coloană ionică antică printre ruinele de la Histria (România), o colonie greacă de pe coasta vestică a Mării Negre
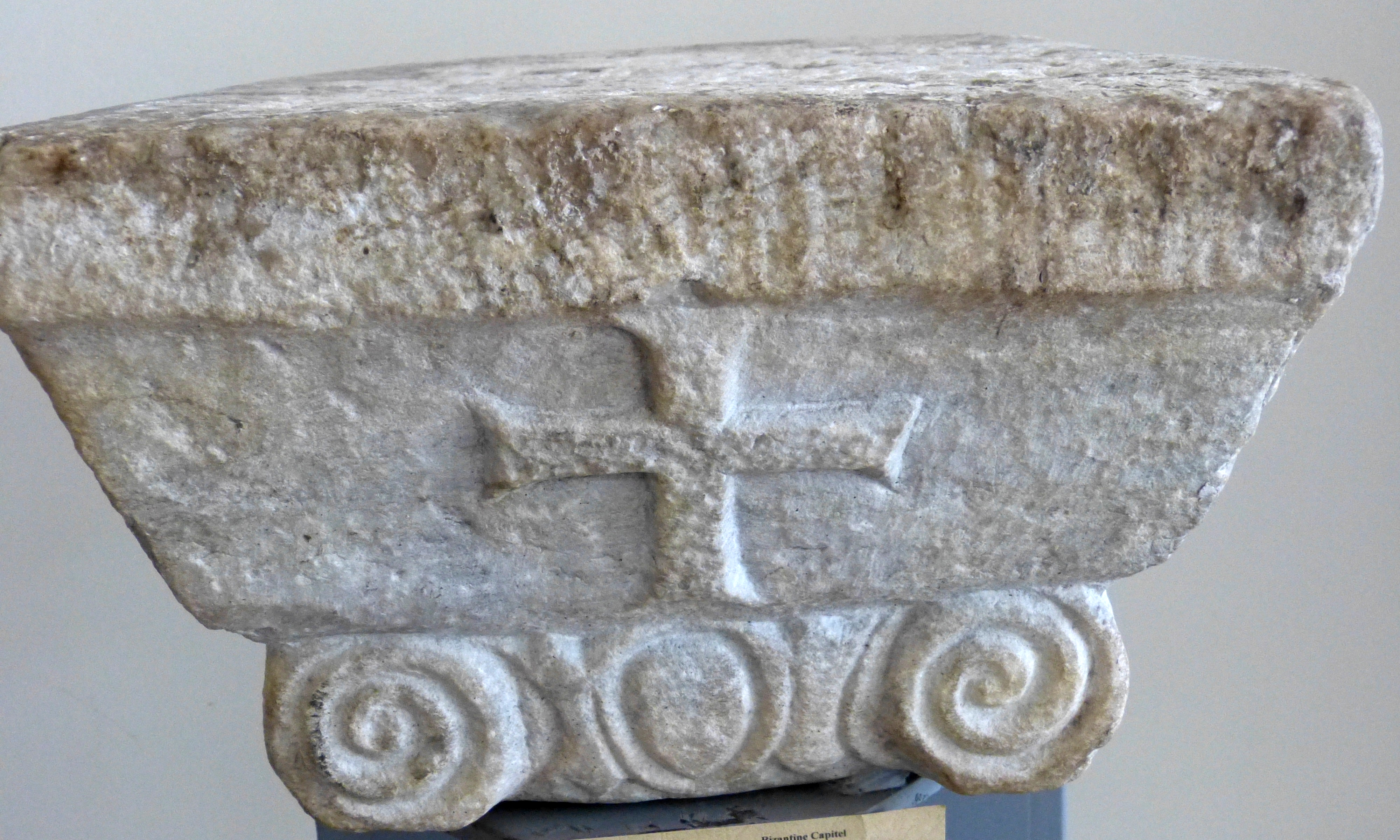
Capitel ionic bizantin în Muzeul Național de Artă Medievală din Corcea (Albania)
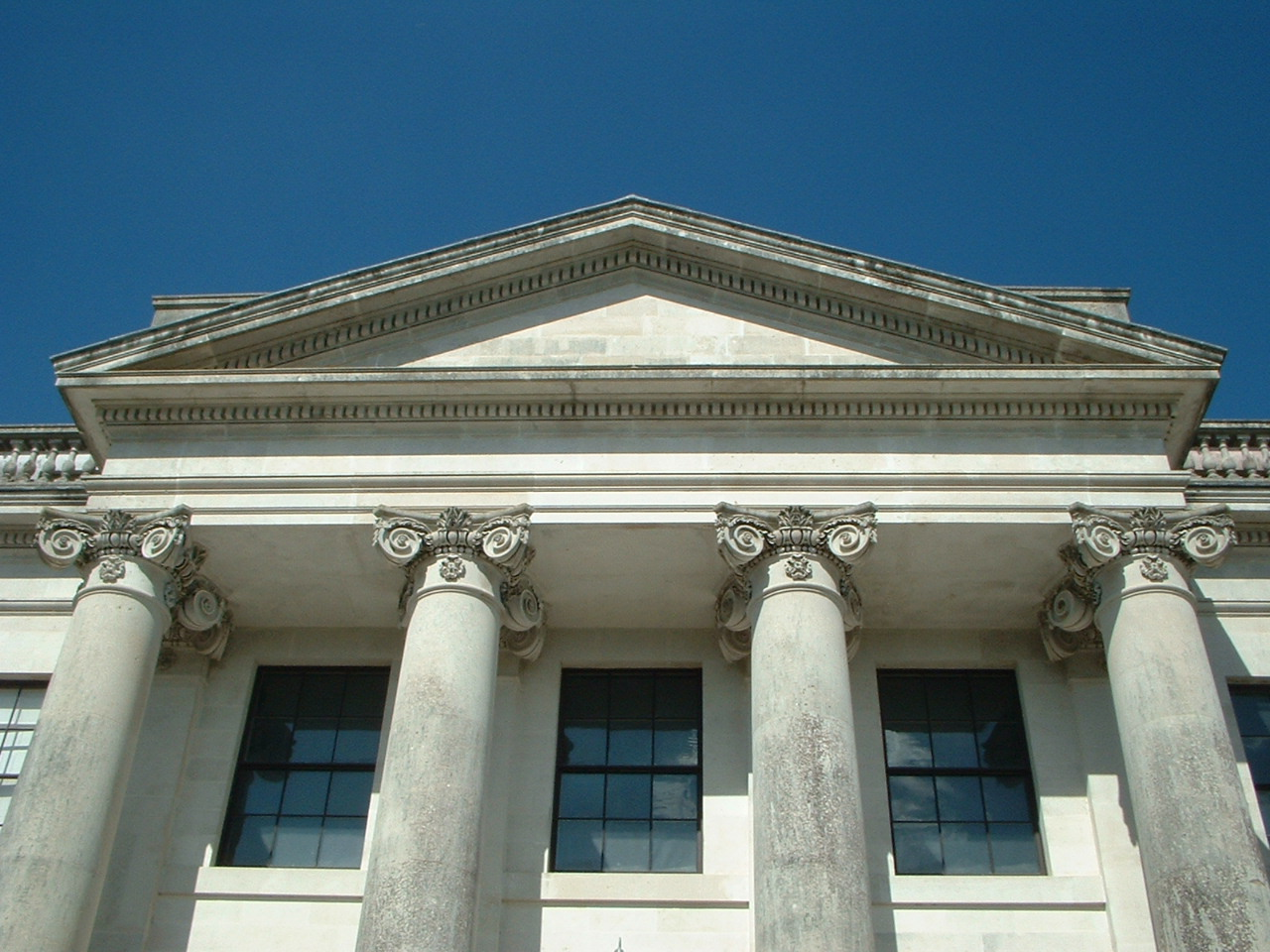
Capitelurile ionice scamozziene ale porticului Castelului Coole din Enniskillen (Comitatul Fermanagh, Irlanda de Nord)
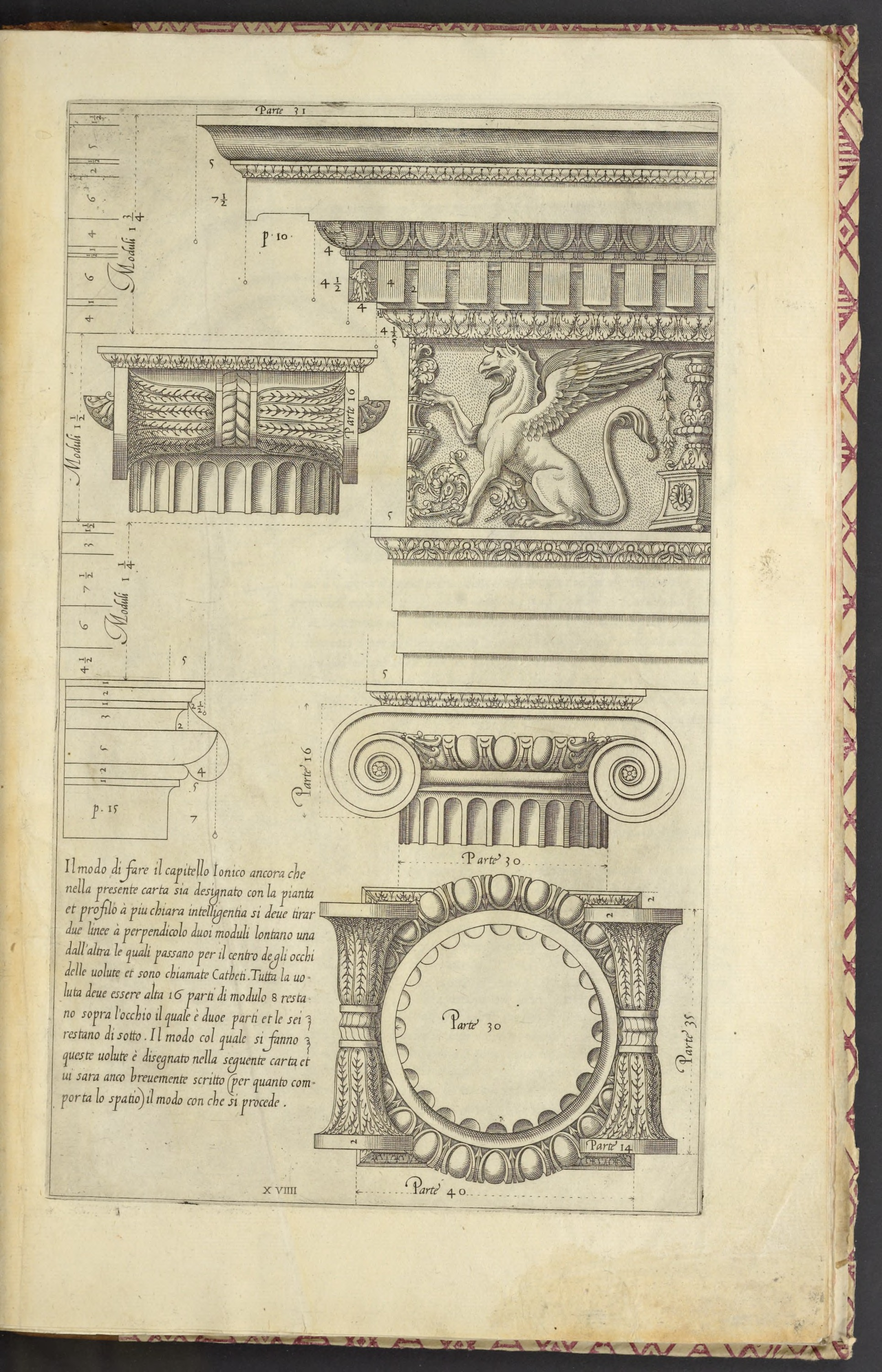
Ilustrație a frizei și cpitelului ionic din trei unghiuri, din Regola delli cinqve ordini d'architettvra (1563), de Jacopo Barozzi
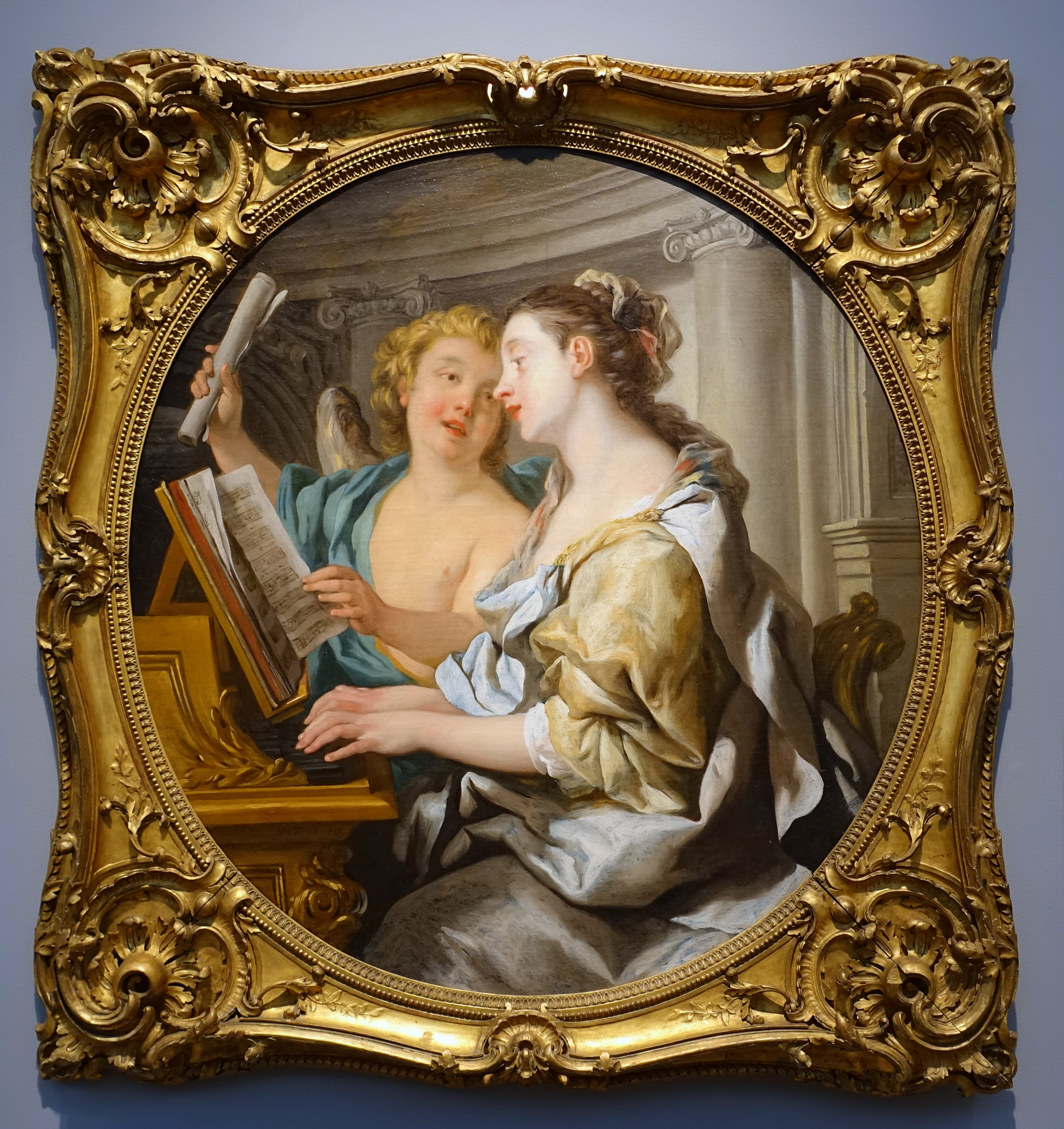
Alegorie a Muzicii, de Jean-Francois de Troy, din 1733. În fundal apar două coloane ionice baroce
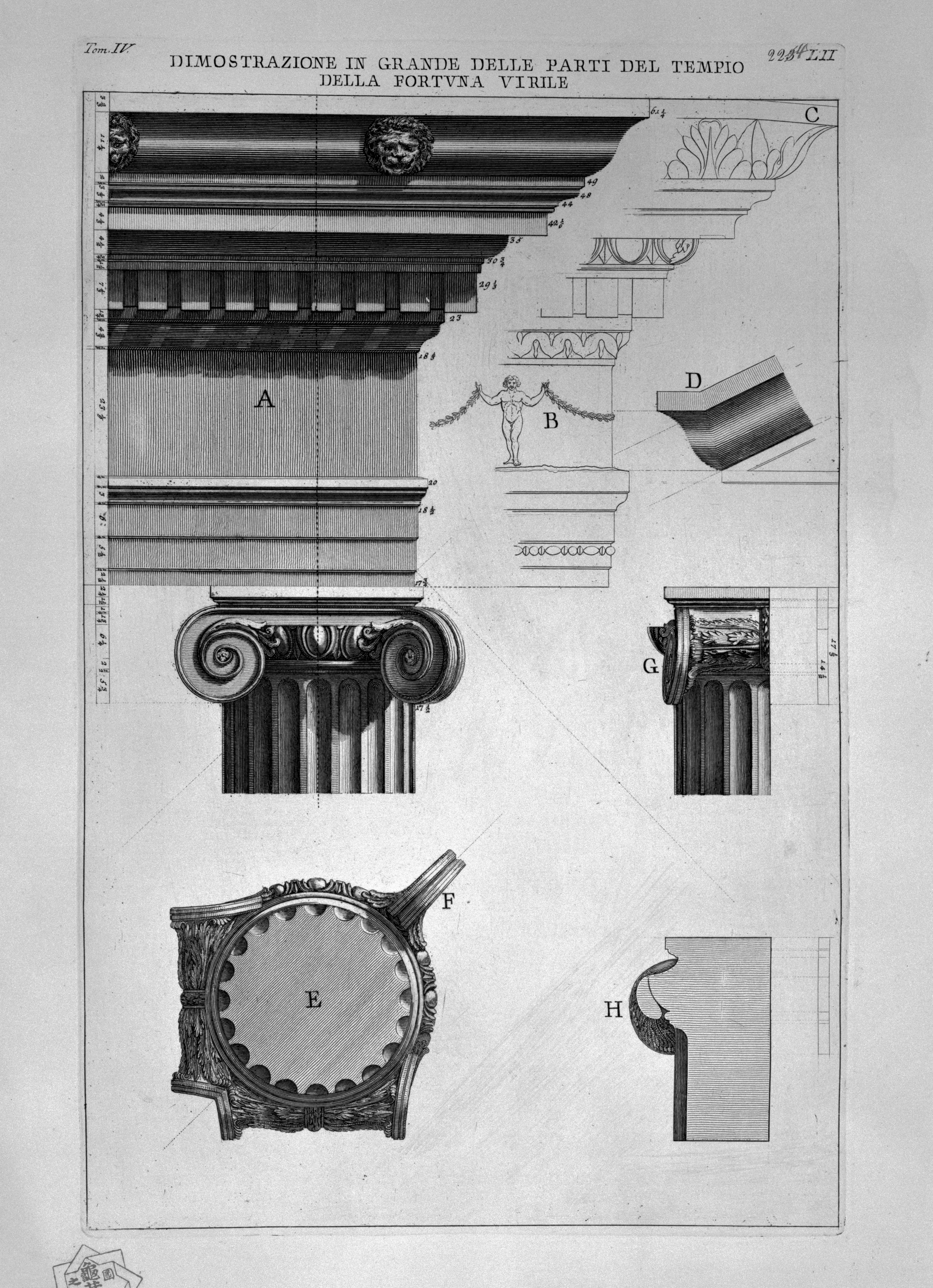
Gravură de Giovanni Battista Piranesi a Templului lui Portunus; voluta din colț (stânga jos) se proiectează la 45'
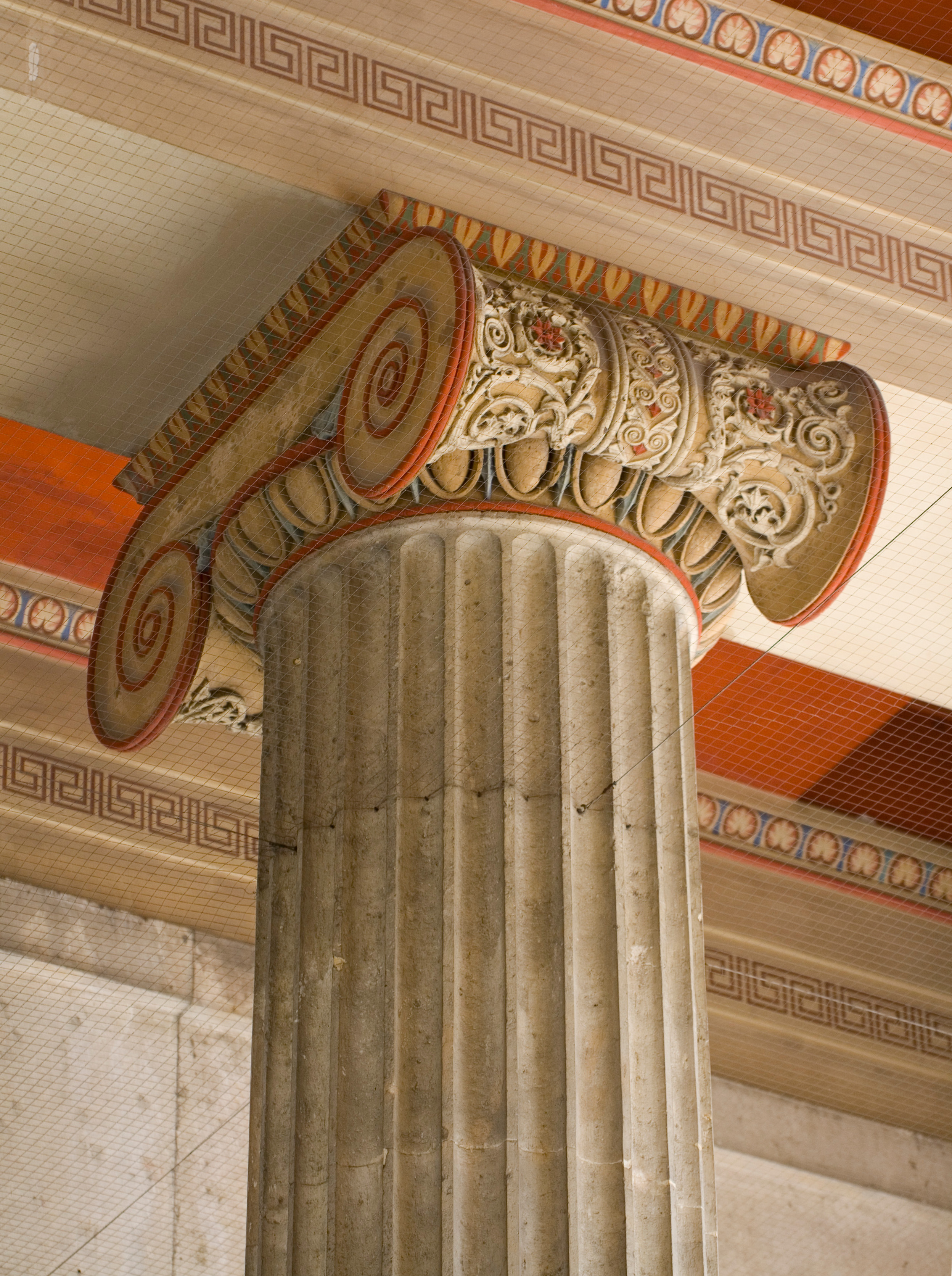
Capitel ionic parțial colorat, în Propylea din München (Germania)
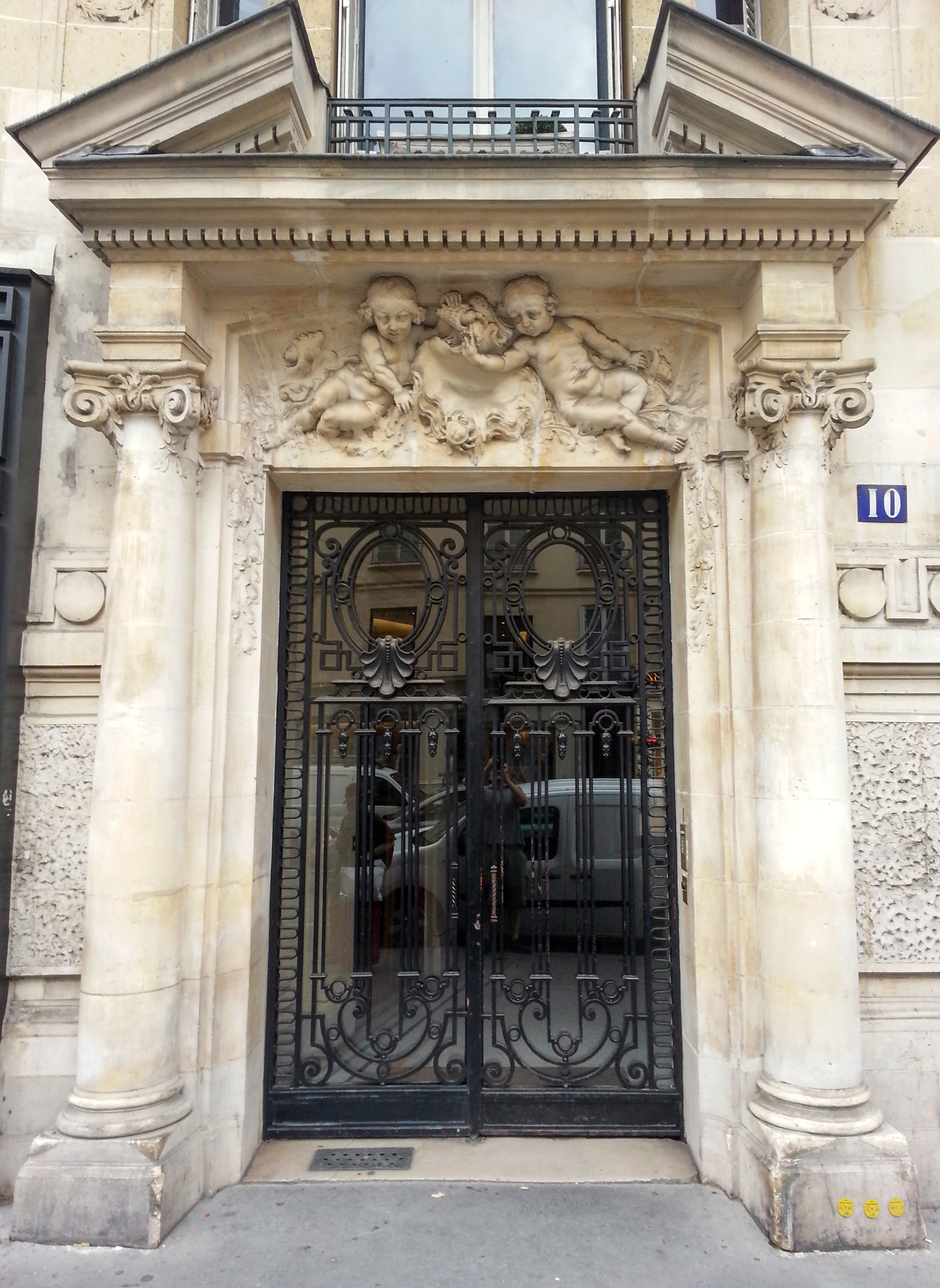
Ușă de metal și sticlă între o pereche de coloane ionice, în Paris
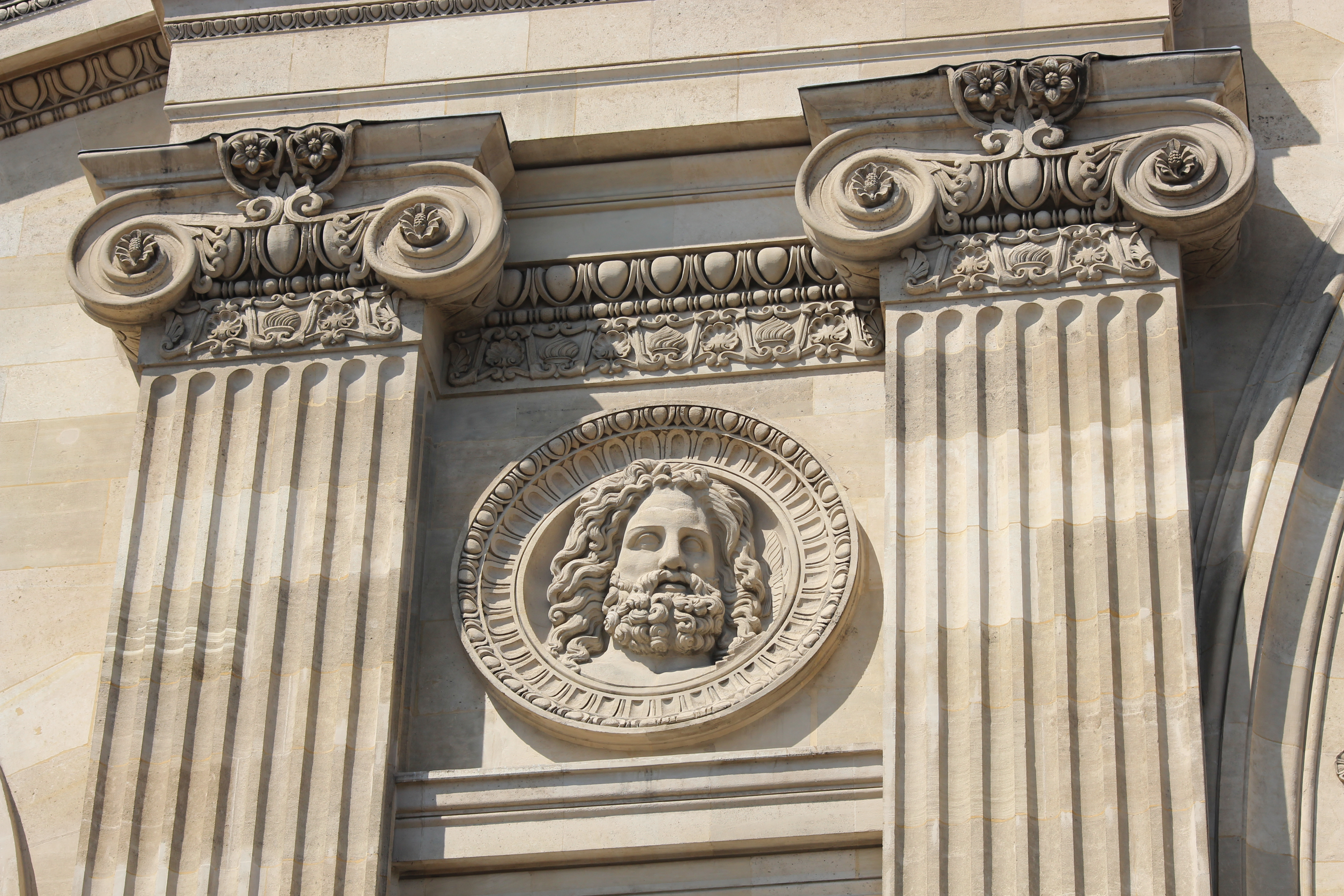
Pilaștri ionici pe fațada Gării de Nord din Paris
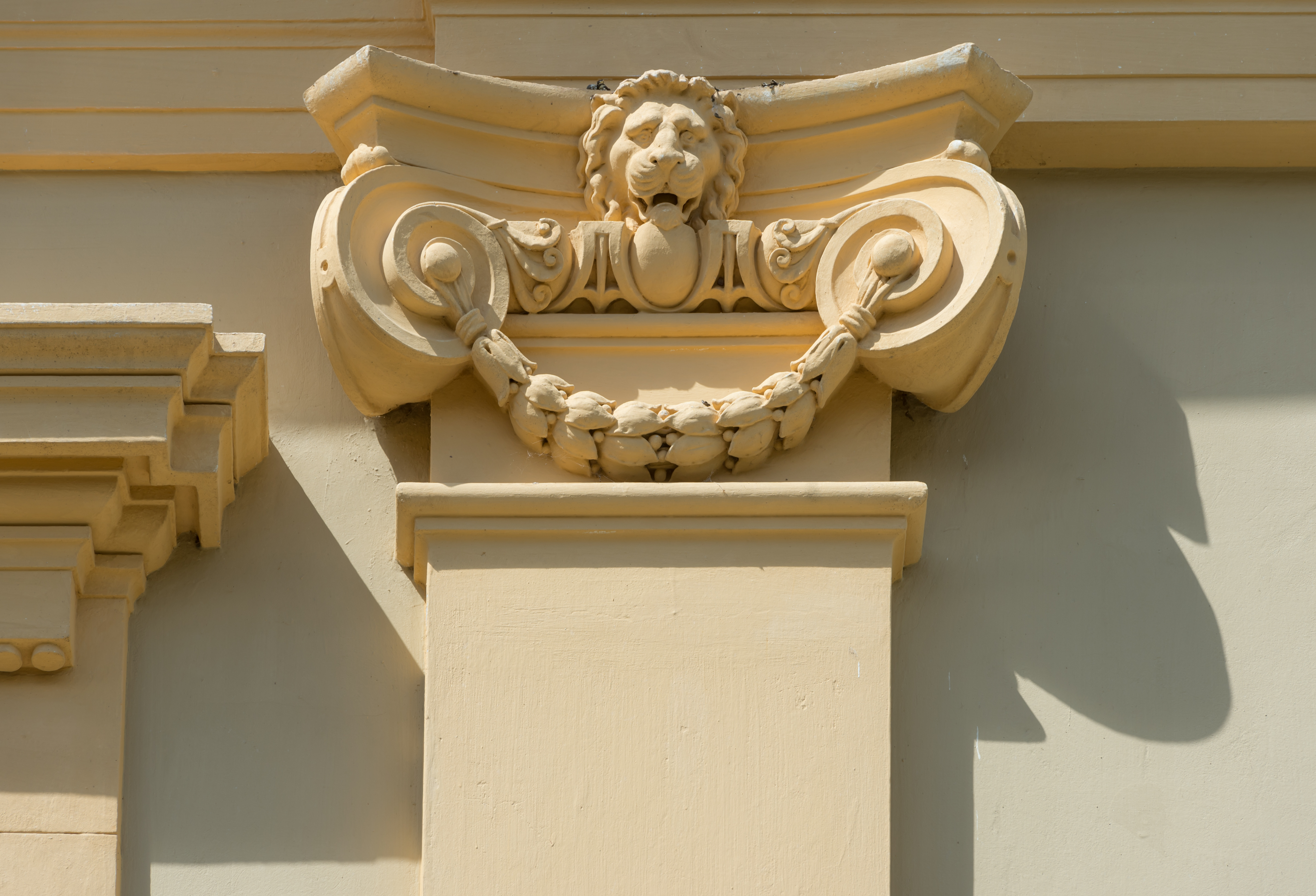
Capitelul unui pilastru neorenascentist din Pörtschach am Wörthersee (Austria), decorat cu un feston și o față de leu
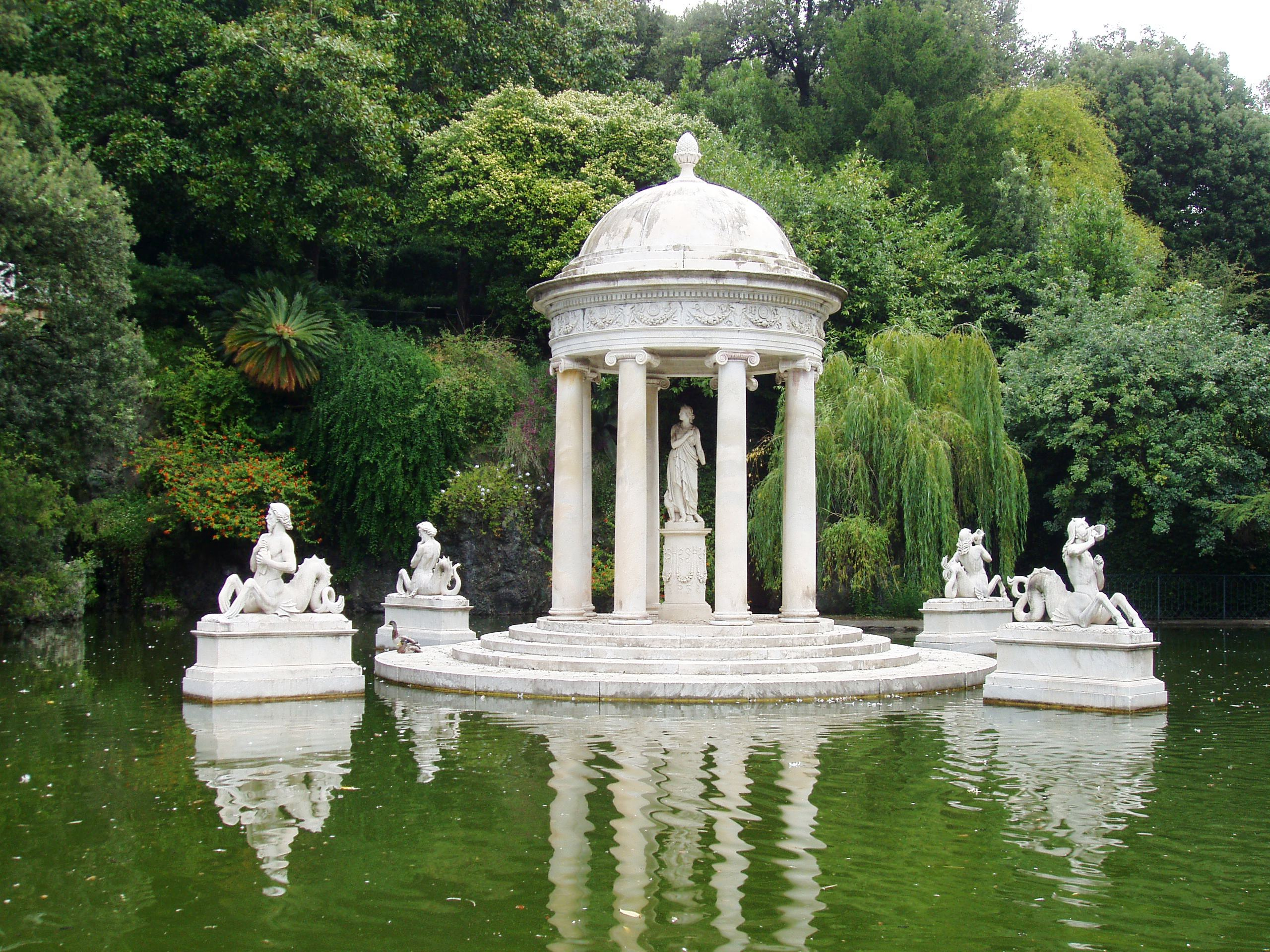
Templul Dianei din grădina Vilei Durazzo-Pallavicini din Genova (Italia)
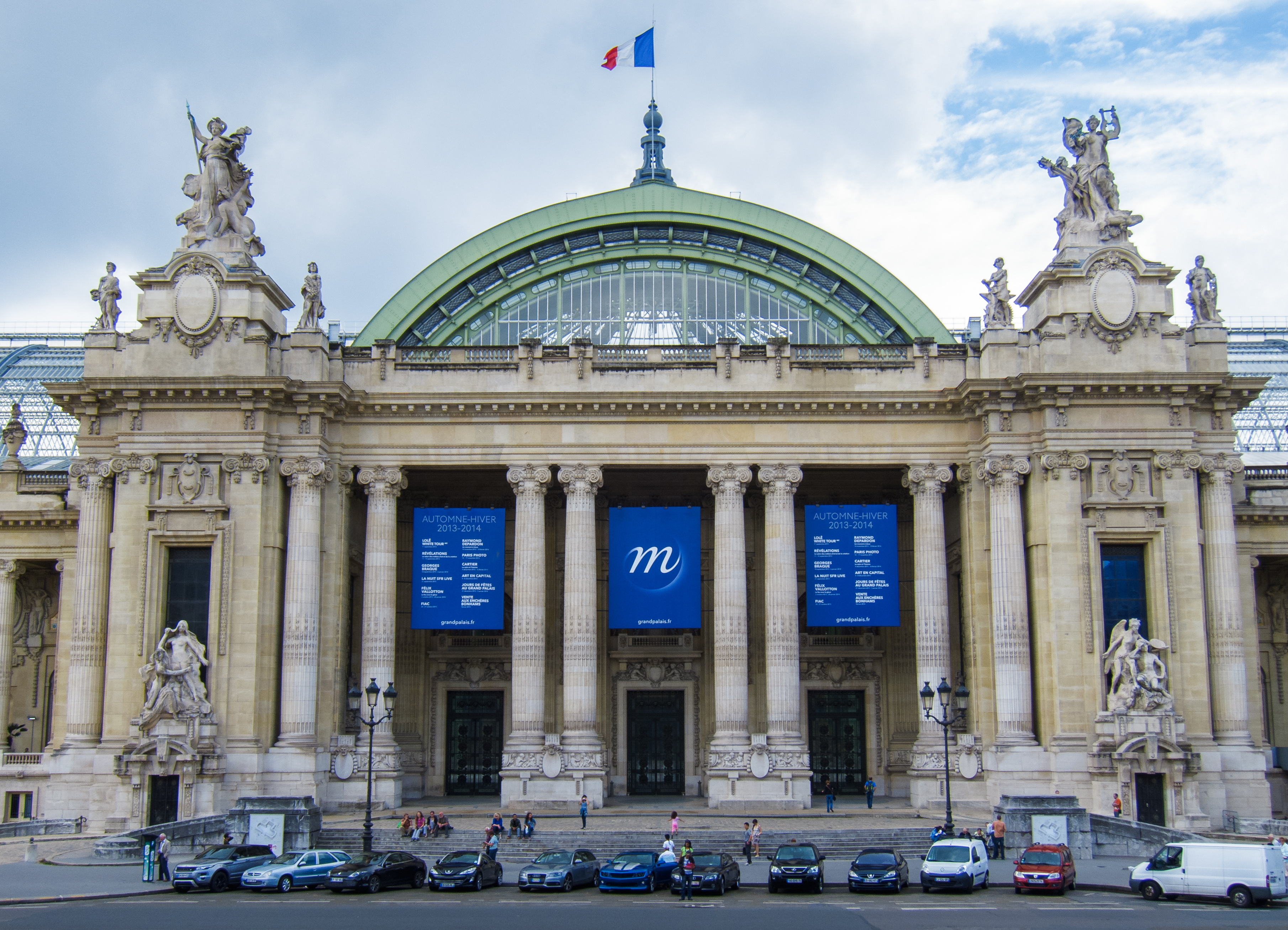
Intrarea Grand Palais-ului (Paris), 1900, de Charles Girault

## Legături externe
- Ordinul ionic exemplificat în arhitectura Buffalo-ului
- Ordinul ionic, după Vitruvius Arhivat de la original pe 26 august 2005
- Site-ul „Understanding buildings” („Înțelegând clădiri”): ordinul ionic
- Denis Andrey și Mirko Galli, „Metode geometrice ale anilor 1500 pentru expunerea volutelor ionice”
- Dezvoltarea Timpurie și Definirea Formală a Capitelului Ionic